# مصطفى النشادي
مصطفى النشادي مواليد 15 نوفمبر 1962، هو عداء مغربي سابق متخصص في سباق الماراتون.
شارك نشادي في أولمبياد 1988 في الماراتون، لكنه لم ينه السباق. رقمه الشخصي هو 2:10:09 حققه سنة 1987، وقد احتل صدارة قائمة العدائين المغاربة لمدة 10 سنوات.

## وصلات خارجية
- مصطفى النشادي على موقع الاتحاد الدولي لألعاب القوى (الإنجليزية)
- مصطفى النشادي على موقع أوليمبيديا (الإنجليزية)